# Eyres-Moncube
Eyres-Moncube – miejscowość i gmina we Francji, w regionie Nowa Akwitania, w departamencie Landy.
Według danych na rok 1990 gminę zamieszkiwało 317 osób, a gęstość zaludnienia wynosiła 26 osób/km² (wśród 2290 gmin Akwitanii Eyres-Moncube plasuje się na 863. miejscu pod względem liczby ludności, natomiast pod względem powierzchni na miejscu 921.).